# تماشاخانه پیکاک
تماشاخانهٔ پیکاک (تئاتر نوکیا و تئاتر مایکروسافت سابق) محل برگزاری کنسرت و تئاتر واقع در مرکز شهر لس آنجلس، کالیفرنیا در مجتمع ال‌ای لایو (L.A. Live) است که از طرف شرکت فنلاندی، نوکیا حمایت می‌شود. تئاتر پیکاک با ۷۱۰۰ صندلی سالن تئاتر، بزرگ‌ترین صحنه داخلی در ایالات متحده است. معین با ۹ بار پر کردن این سالن رکورددار آن محسوب می‌شود. گوگوش با ۴ بار و شادمهر عقیلی و محسن یگانه با ۲ بار  پر کردن ظرفیت سالن موفق به افتخار آفرینی شدند.
همچنین داریوش ، ابی ۱ بار توانستند با پر کردن این سالن لوح یادبودی دریافت کنند
سالنی که حتی خوانندگانی مانند مایک آنتونی و جاستین بیبر هم ترس از برگزاری برنامه در آن دارند.

### تاریخچه نامگذاری
- تئاتر نوکیا (۱۷ اکتبر ۲۰۰۷ تا ۶ ژوئن ۲۰۱۵)[۱]
- تئاتر مایکروسافت (۷ ژوئن ۲۰۱۵ تا ۱۰ ژوئیه ۲۰۲۳)[۲]
- تئاتر پیکاک (۱۱ ژوئیه ۲۰۲۳ تا الان)[۳]

## رویدادها
- نصرالله معین معروف به پادشاه سالن مایکروسافت است تمام کنسرت‌های برگزار شده توسط معین در این سالن سولد اوت شده‌است معین تنها خواننده ایست که موفق به برگزاری کنسرت با بیش از ۷۵۰۰ نفر تماشاگر در این سالن مجلل شده درحالی که ظرفیت اصلی این سالن ۷۱۰۰ نفر است و همچنین تنها خواننده ای است که بیشترین کنسرت را در این سالن رؤیایی برگزار کرده او بارها موفق به دریافت لوح طلایی یادبود مشاهیر مایکروسافت از طرف مدیریت این سالن شده‌است.
- کنسرت داریوش اقبالی
- کنسرت سیاوش قمیشی
- کنسرت گوگوش که او با بار پر کردن این سالن، یک لوح طلایی یادبود(۲۰۱۶) از مدیریت این تئاتر دریافت کرد.
- کنسرت شادمهر عقیلی موفق به دریافت لوح طلایی یادبود مشاهیر ماکروسافت از طرف مدیریت تئاتر شد.
- کنسرت شهره صولتی
- کنسرت شاهکار بینش پژوه
- کنسرت همایون شجریان
- کنسرت ابی و شادمهر عقیلی در تئاتر نوکیا که برای فروش تمامی بلیط‌ها یک لوح یاد بود از مدیریت این سالن دریافت کرد و نام آنها وارد سالن مشاهیر بزرگ این سالن شد.[۴]
- کنسرت احسان خواجه امیری در تئاتر نوکیا[۵]
- کنسرت محسن یگانه در تئاتر نوکیا
- جوایز موسیقی آمریکا ۲۰۱۱
- ۶۵مین جوایز امی ساعات پربیننده
- جوایز موسیقی آمریکا ۲۰۱۲
- جایزه موسیقی آمریکا
- ۶۳مین جوایز امی ساعات پربیننده
- امریکن آیدل (فصل ۸)
- جایزه ام‌تی‌وی ۲۰۱۱
- جوایز موسیقی آمریکا ۲۰۱۳
- ۶۴مین جوایز امی ساعات پربیننده
- ۶۲مین جوایز امی ساعات پربیننده
- امریکن آیدل (فصل ۹)
- امریکن آیدل (فصل ۱۰)